# Kadzie
Kadzie (niem. Eichhorst, dawniej Kadczie) – wieś w Polsce położona w województwie warmińsko-mazurskim, w powiecie ostródzkim, w gminie Małdyty.
W latach 1975–1998 miejscowość administracyjnie należała do województwa olsztyńskiego.
Wieś wzmiankowana w XVIII w., jako folwark szlachecki na 12 włókach. Pierwotna nazwa wsi to Kadczie. W roku 1782 we wsi odnotowano trzy domy, natomiast w 1858 w 5 gospodarstwach domowych było 68 mieszkańców. W latach 1937–1939 było 75x mieszkańców. W roku 1973 wieś należała do powiatu morąskiego, gmina Małdyty, poczta Połowite.